# 3-己炔
3-己炔（英語：3-Hexyne），是一种非链端炔烃，结构式CH3CH2C≡CCH2CH3，是己炔的同分异构体之一，常温常压下为无色液体。3-己炔可以和2-丁炔、二苯基乙炔一样作为有机金属化学中的炔烃配体。